# ریوردیل، شهرستان هالیفاکس، ویرجینیا
ریوردیل (به انگلیسی: Riverdale) یک منطقهٔ مسکونی در ایالات متحده آمریکا است که در شهرستان هالیفاکس، ویرجینیا واقع شده‌است. ریوردیل ۲۱٫۵ کیلومتر مربع مساحت و ۹۵۶ نفر جمعیت دارد و ۱۲۳٫۷۵ متر بالاتر از سطح دریا واقع شده‌است.